# Лемус, Даниэль
Даниэль Лемус (нем. Daniel Christian Ludolph Lehmus, 3 июля 1780, Зост — 18 января 1863, Берлин) — немецкий математик, наиболее известный благодаря теореме Штейнера — Лемуса.

## Биография

### Семья
Даниэль Лемус был внуком немецкого поэта Йохана Адама Лемуса (1707—1788). Его племянница, Эмилия Лемус (1841—1932), была первой в Германии женщиной-доктором наук, занималась физикой, открыла первую в Берлине поликлинику для детей и женщин. Отец, Кристиан Лемус, работал преподавателем и директором в гимназии в Зосте, самостоятельно занимался образованием сына.

### Образование и научная деятельность
В период с 1799 по 1802 годы Лемус учился в университетах Эрлангена и Йены. В 1803 он приезжает в Берлин, где читает лекции по математике, в 1811 получает PhD. С 1813 по 1815 работает учителем математики в университете, с 1814 — в шахтерской школе в Берлине. В 1826 работает преподавателем в военно-инженерной школе, награждается Орденом красного орла. До 1837 года продолжает читать лекции в университете.
Наиболее известный труд Лемуса — Lehrbuch der Geometrie, издававшийся несколько раз. Лемус публиковался в нескольких математических журналах, в частности, писал статьи для Crelle’s Journal. Во французском журнале Nouvelles Annales de Mathématiques опубликовал красивое тригонометрическое решение задачи Мальфатти, но из-за ошибки редактора его фамилию написали как Lechmütz.
В 1840 году написал письмо Шарлю Штурму, в котором просил привести простое геометрическое доказательство теоремы, которая сейчас названа его именем. Штурм рассказал об этом Якобу Штейнеру, который одним из первых и привел доказательство. В 1850 году Лемус самостоятельно доказал её другим образом. Различные доказательства этой теоремы публиковались много раз в последующие 160 лет.

## Работы
- Aufgaben aus der Körperlehre, 1811
- Lehrbuch der Zahlen-Arithmetik, Buchstaben-Rechenkunst und Algebra, 1816
- Lehrbuch der angewandten Mathematik (в трех томах), 1818, 1822
- Theorie des Krummzapfens, 1818
- Die ersten einfachsten Grundbegriffe und Lehren der höheren Analysis und Curvenlehre, 1819
- Uebungsaufgaben zur Lehre vom Größten und Kleinsten, 1823
- Lehrbuch der Geometrie, 1826
- Sammlug von aufgelösten Aufgaben aus dem Gebiet der angewandten Mathematik, 1828
- Grundlehren der höheren Mathematik und der mechanischen Wissenschaften, 1831
- Anwendung des höheren Calculs auf geometrische und mechanische, besonders ballistische Aufgaben, 1836
- Kurzer Leitfaden für den Vortrag der höheren Analysis, höheren Geometrie und analytischen Mechanik, 1842
- Algebraische Aufgaben aus dem ganzen Gebiet der reinen Mathematik mit Angabe der Resultate, 1846
- Grenz-Bestimmungen bei Vergleichungen von Kreisen, welche von demselben Dreieck abhängig sind, sowohl unter sich als auch mit dem Dreieck selbst, 1851